# Plaza de la Cruz Roja

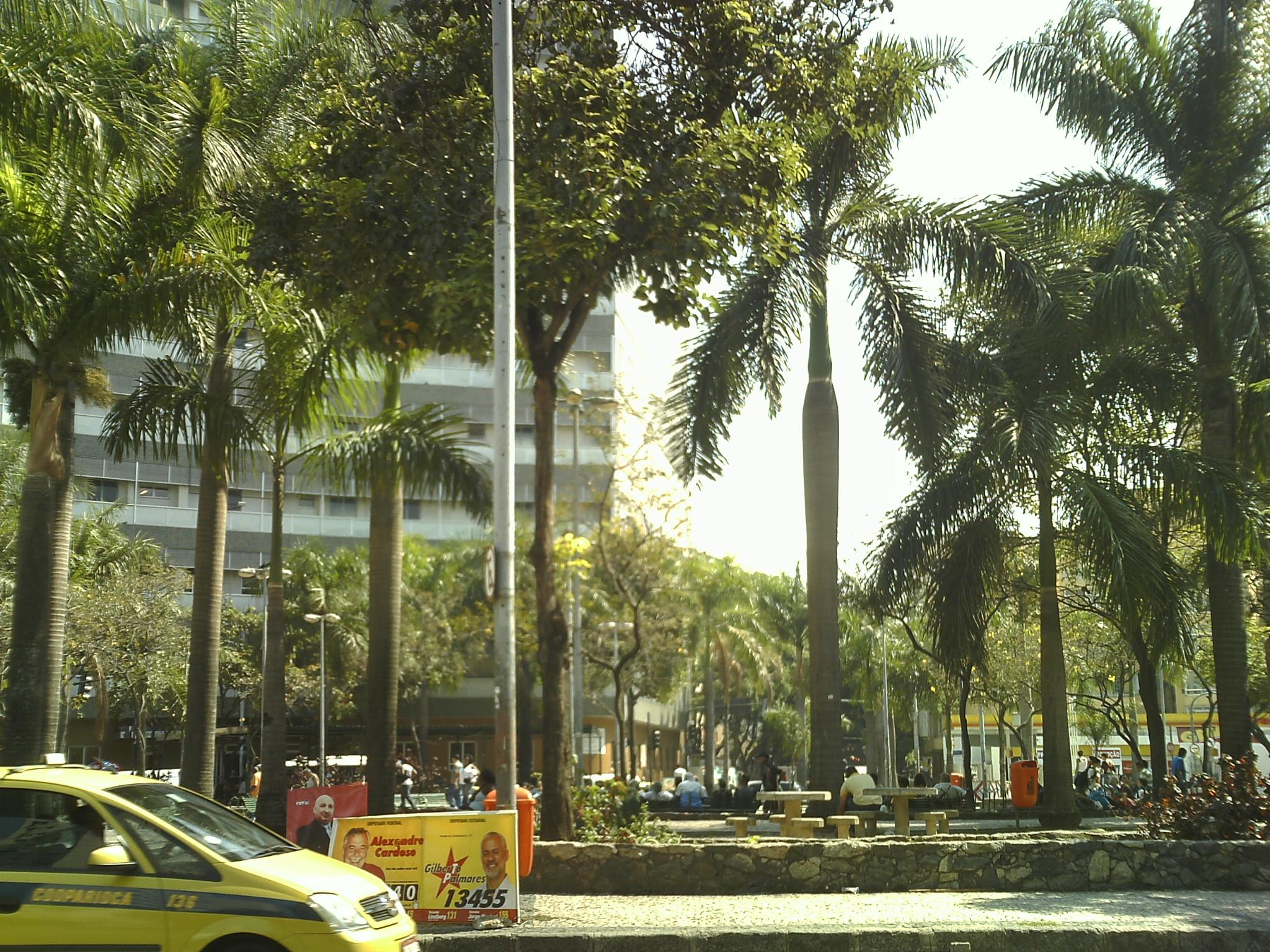
Arborización de la plaza.

La plaza de la Cruz Roja (en portugués, Praça da Cruz Vermelha) es una plaza situada en el barrio Centro de Río de Janeiro. Se localiza donde antaño se erguía el morro del Senado, en el actual cruce de las avenidas Henrique Valadares con la Mem de Sá. Le debe su nombre a la sede de la Cruz Roja, ubicada en su costado noreste. En 2015 se retomó el proyecto de una estación de la línea 2 del Metro en esta plaza.

## Historia
La plaza surgió en donde quedaba el morro del Senado, desmontado entre 1880 y 1906. En los alrededores de la plaza, durante la gestión del alcalde Pereira Pasos, fueron implantados los primeros proyectos de trazado de calles y la distribución de los predios, constituyendo un marco en el proceso de evolución del dibujo urbano. El formato de la plaza, circular, era una de las marcas del urbanismo de la época.
La plaza recibió ese nombre por estar situada frente al Hospital de la Cruz Roja. El edificio tiene una fachada curva que responde a la forma circular de la plaza. Fue diseñado por el arquitecto Pedro Campofiorito e inaugurado en 1923.
Desde entonces, el lugar se urbanizó rápidamente y hoy cuenta con edificios históricos como el de la Cruz Roja, el Instituto Nacional de Cáncer, el Hospital de la Cruz Roja, el Centro Empresarial Senado, el Instituto Provincial del Cerebro Paulo Niemeyer y el Hospital de la Beneficencia Española.
Actualmente, hay planes de construirse una estación del Metro de Río de Janeiro bajo la plaza. La estación, que se llamaría Estación Cruz Roja, atendería a la Línea 2. En sus inmediaciones se encuentran zonas tradicionales como Catete, la avenida Marechal Floriano y la Zona Portuaria.